# چارنوژچکا
چارنوژچکا (به لهستانی:  Czarnorzeczka) یک روستا در لهستان است که در گمینا دانبرووا بیاووستوتسکا واقع شده‌است.